# Visitator
 Denne artikel bør gennemlæses af en person med fagkendskab for at sikre den faglige korrekthed.

Visitator er en person som visiterer, det vil sige udfører undersøgelser af personer, som skal indlægges på et hospital, personer i ældreområdet som skal tildeles  senior- eller invalidebolig samt kræver behovsvurdering eller en overordnet gejstlig/ -militærperson eller andet, som besøger sit ansvarsområde og foretager undersøgelser (visiterer).
Efter visitation fordeler, placerer og konkretiserer visitator den/ det undersøgte for tildeling og indpasning.
En visitator er ikke formelt uddannet, men udvælges fra forskelle grupper som har relevans til pågældendes ansvarsområde og kan eksempelvis være læger, sygeplejersker, ergoterapeuter, fysioterapeuter, gejstlige og andre. 

## En visitator bør være i besiddelse af
- Analytiske evner
- Fundamental indsigt i det relevante lovgivningsmæssige område
- Indsigt i funktionsvurdering områder og begrænsninger
- Kendskab til begreberne bag Fælles Sprog
- Indsigt i personlige livsformer,  livsstile og områder
- Gode kommunikative evner og  i samtaleteknik
- Indsigt i relevant områdevurdering og visitationsgrundlag
- Kendskab til kvalitetsstandarderne inden for relevante områder